# 鳥取市立北中学校
鳥取市立北中学校（とっとりしりつ きたちゅうがっこう）は、鳥取県鳥取市東町三丁目にある公立中学校。

## 概要
校区は、久松小学校、遷喬小学校、城北小学校の通学区域となっている。

## 沿革
- 1947年（昭和22年）4月29日 - 創立。
- 1968年（昭和43年）4月1日 - 校区改正により、徳吉が高草中学校区となる[2]。
- 1985年（昭和60年）4月1日 - 鳥取市立中ノ郷中学校を分離。

## 通学区域
- 久松小学校校区
  - 上町、江崎町、大榎町、栗谷町、大工町頭、中町（二区）、西町一丁目、西町二丁目、西町三丁目、馬場町、東町一丁目、東町二丁目、東町三丁目、庖丁人町、丸山町（鳥取県道318号伏野覚寺線以南）、湯所町一丁目、湯所町二丁目
- 城北小学校校区
  - 青葉町一丁目、青葉町二丁目、青葉町三丁目、秋里、商栄町、田島（一区）、千代水一丁目、千代水二丁目の一部、千代水三丁目の一部、田園町三丁目、田園町四丁目、西品治（鳥取県道193号田島片原線以北の一部）、松並町一丁目、松並町二丁目、松並町三丁目、丸山町（鳥取県道318号伏野覚寺線以北）、緑ヶ丘二丁目の一部、緑ヶ丘三丁目の一部、南安長一丁目の一部、南安長二丁目の一部、南安長三丁目の一部、安長の一部
- 遷喬小学校校区
  - 戎町、桶屋町、掛出町、鍛冶町、片原一丁目、片原二丁目、片原三丁目、上魚町、川端一丁目、川端二丁目、川端三丁目、尚徳町、職人町、新町、寺町（下区）、二階町一丁目、二階町二丁目、二階町三丁目、本町一丁目、本町二丁目、本町三丁目、元魚町一丁目、元魚町二丁目、元大工町、元町、若桜町

## 著名な卒業生
- 田村耕太郎（民主党参院議員）
- 井上法雄（ウイル社長）
- 谷口ジロー（漫画家）
- 小谷寛（亀甲や社長）
- 髙木啓一（タレント）